# Tom Meeusen
Tom Meeusen (né le 7 novembre 1988 à Brasschaat) est un coureur cycliste belge. Spécialiste du cyclo-cross, il a été champion de Belgique espoirs en 2008 et vainqueur du Trophée Gazet van Antwerpen dans cette catégorie à l'issue de la saison 2007-2008.

## Biographie
Cité dans une affaire de dopage, il n'est pas autorisé à courir par l'UCI les championnats du monde de cyclo-cross 2015 et engage une action en justice pour annuler la décision. La Cour belge d'arbitrage pour le sport lui donne raison et il peut envisager d'être sélectionné pour ces championnats. Sélectionné par sa Fédération, il termine sixième de la course. Le 28 avril 2015, il est définitivement blanchi.
Il met un terme à sa carrière le 12 décembre 2022. 

## Palmarès en cyclo-cross

### Par années
- 2005-2006
  - Classement général du Superprestige juniors
    - Superprestige juniors #1, Ruddervoorde
    - Superprestige juniors #2, Saint-Michel-Gestel
    - Superprestige juniors #4, Asper-Gavere
    - Superprestige juniors #6, Diegem
    - Superprestige juniors #8, Vorselaar

  - 2e de la Coupe du monde juniors
    - Coupe du monde juniors #1, Kalmthout

  -  Médaillé de bronze du championnat du monde juniors
- 2007-2008
  -  Champion de Belgique espoirs
  - Classement général du Trophée GvA espoirs
    - Trophée GvA espoirs #1, Koppenbergcross

  - Superprestige espoirs #1, Ruddervoorde
  - Superprestige espoirs #8, Vorselaar
- 2008-2009
  - Grand Prix de Neerpelt (U23)
  - Grand Prix AVB, Zonhoven (U23)
  - Internationale Sluitingsprijs, Oostmalle (U23)
- 2009-2010
  - Classement général de la Coupe du monde espoirs
    - Coupe du monde espoirs #3, Heusden-Zolder
    - Coupe du monde espoirs #4, Roubaix

  - Classement général du Superprestige espoirs
    - Superprestige espoirs #3, Gavere
    - Superprestige espoirs #4, Hamme-Zogge
    - Superprestige espoirs #5, Gieten
    - Superprestige espoirs #6, Diegem
    - Superprestige espoirs #8, Vorselaar

  - Classement général du Trophée GvA espoirs
    - Trophée GvA espoirs #3, GP d'Hasselt
    - Trophée GvA espoirs #4, GP Rouwmoer
    - Trophée GvA espoirs #5, Azencross
    - Trophée GvA espoirs #6, Grand Prix Sven Nys

  - Grand Prix de Neerpelt (U23)
  -  Vice-champion du monde de cyclo-cross espoirs[7]
  -  Médaillé de bronze du championnat d'Europe de cyclo-cross espoirs[8]
- 2010-2011
  - Coupe du monde #5, Kalmthout
  - Superprestige #5, Gieten
  - 10e Kiremko Nacht van Woerden, Woerden
  - 10e du championnat du monde de cyclo-cross
- 2011-2012
  - Trophée GvA #7 - Krawatencross, Lille
  - Superprestige #7, Hoogstraten
  - 4e du championnat du monde de cyclo-cross
  - 5e de la Coupe du monde
- 2012-2013
  - Kasteelcross Zonnebeke, Zonnebeke
- 2013-2014
  - Coupe du monde #7, Nommay
  - Trophée Banque Bpost #2 - Koppenbergcross, Audenarde
  - Superprestige #8, Middelkerke
  - De Grote Prijs van Brabant, Bois-le-Duc
  - G.P. Stad Eeklo, Eeklo
  - 7e de la Coupe du monde
- 2014-2015
  - Superprestige #3, Ruddervoorde
  - Vlaamse Druivencross, Overijse
- 2015-2016
  - Trophée Banque Bpost #6, Loenhout
  - Kermiscross, Ardoye
  - International Cyclocross Rucphen, Rucphen
- 2016-2017
  - SOUDAL Classics-Waaslandcross, Saint-Nicolas
  - 3e du classement général de la Coupe du monde
- 2021-2022
  - Internationale GP Destil Oisterwijk, Oisterwijk

### Classements
| Épreuve / Édition       | 2009/2010 | 2010/2011 | 2011/2012 | 2012/2013 | 2013/2014 | 2014/2015 | 2015/2016 | 2016/2017 | 2021/2022 |
| Championnat du monde    | -         | 10e       | 4e        | -         | 5e        | 6e        | 8e        | Ab        | Ab        |
| Coupe du monde          | -         | 20e       | 5e        | 11e       | 7e        | 5e        | 7e        | 3e        | 18e       |
| Superprestige           | -         | 7e        | 4e        | 10e       | 3e        | 4e        | 6e        | 7e        | 15e       |
| Trophée GvA             | 24e       | 8e        | 5e        | 22e       | 6e        | 4e        | 9e        | 7e        | 5e        |
| Championnat de Belgique | 3e        | -         | 5e        | 10e       | 4e        | 2e        |           |           | 10e       |

## Palmarès en VTT
- Champion de Belgique de cross-country juniors en 2005 et 2006
- Champion de Belgique de cross-country espoirs en 2009